# Ypelaerpark
Het Ypelaerpark is een van de drie stadsparken van Tilburg Noord, naast het Quirijnstokpark en het Von Weberpark. Het park bevindt zich in de wijk Stokhasselt. De Parkzichtflat kijkt - zoals de naam al weggeeft - uit op dit park.

## Herinrichting
Dankzij een handtekeningenactie is in 2017 het park heringericht. Er is een grotere vijver aangelegd die als opvangbuffer bij zware regenbuien dient, daarnaast zijn er nieuwe paden, bankjes, prullenbakken en borden geplaatst.